# Estadio de la Universidad de Botsuana
El Estadio de la Universidad de Botsuana (en inglés: University of Botswana Stadium) es un estadio de usos múltiples en la ciudad de Gaborone, la capital del país africano de Botsuana. Esta instalación se utiliza sobre todo para los partidos de fútbol y sirve como la sede habitual del equipo de fútbol Uniao Flamengo Santos FC. El estadio tiene capacidad para 8.500 personas.